# Alfredo Kraus
Alfredo Kraus Trujillo (Las Palmas de Gran Canaria, 24 novembre 1927 – Madrid, 10 settembre 1999) è stato un tenore spagnolo.
Tenore lirico-leggero, dotato di una raffinata tecnica vocale unita a grande eleganza del fraseggio, è stato uno dei cantanti lirici più apprezzati del novecento, modello raramente eguagliato in ruoli quali Werther, Alfredo Germont, il Duca di Mantova.

## Biografia

### Gli anni giovanili
Secondogenito del giornalista austriaco Otto Kraus e di Josefa Trujillo, Alfredo Kraus nasce a Las Palmas il 24 novembre 1927, trascorrendo l'infanzia nella città canarina.
Inizia a cantare come voce bianca nel coro della scuola (la sua voce all'epoca è definita scura e un po' rauca). L'interesse verso la musica cresce rapidamente in lui, che inizia a prendere lezioni private di canto. Terminato il liceo, si iscrive, su consiglio del padre, alla facoltà di ingegneria di Las Palmas, pur continuando a studiare canto. I rapidi progressi in questo campo spingono Alfredo a considerare seriamente la carriera di musicista.
Mentre continua gli studi universitari (cantando inoltre nel Coro dell'Università), iniziano le esibizioni come solista, tanto nei salotti di Las Palmas, quanto in veri e propri concerti. Nel '54 si fidanza con la giovane Rosa Blanca Lej Bird, che diventerà sua moglie due anni dopo.

### L'ascesa
Dal 1948 al 1955 Kraus studia con diversi insegnanti, lavorando tuttavia soprattutto da autodidatta, per recarsi infine a Milano, dove diviene allievo di Mercedes Llopart, sviluppando una particolare e personale tecnica canora, che lo porta, nell'arco di pochi mesi, a raggiungere un perfetto controllo del proprio mezzo vocale, tale da permettergli di debuttare nel gennaio dell'anno successivo come protagonista di Rigoletto (come Duca di Mantova) e Tosca (come Cavaradossi) al Teatro del Cairo. Segue la sua seconda e ultima prova come Cavaradossi (ruolo che il tenore ha sempre ritenuto inadatto alla sua voce). Segue il debutto, al Gran Teatro La Fenice di Venezia, come Alfredo ne La traviata (destinato a diventare tra i suoi ruoli più congeniali), affiancando la giovane Renata Scotto. Seguono nuovi debutti in numerosi teatri italiani ed europei. Nel marzo 1958 affianca per la prima e unica volta Maria Callas ne La traviata al Teatro San Carlo di Lisbona (del solo incontro tra i due massimi artisti dell'epoca esiste una fortuita registrazione pirata e alcuni spezzoni video). Il suo debutto al Covent Garden di Londra avviene nel 1959, con il ruolo di Edgardo in Lucia di Lammermoor, mentre l'anno successivo canta per la prima volta nel Teatro alla Scala di Milano, incarnando il personaggio di Elvino nella Sonnambula, e sei anni più tardi debutta al Metropolitan Opera House di New York con Rigoletto.
Salito rapidamente alla ribalta, il giovane tenore vede accrescere la propria fama soprattutto in Spagna, dove interpreta le pellicole Gayarre (la cui colonna sonora, di cui Kraus detiene i diritti, costituisce la sua prima incisione discografica pubblicata) e El Vagabundo y la estrella, e, in parte, in Italia (dove comunque il gusto del pubblico è all'epoca più orientato verso il canto di forza di Del Monaco o Di Stefano), mentre, nonostante l'interesse da parte di critici e melofili, nel resto del mondo resta un divo sostanzialmente d'élite poco noto alle masse.
Sin dai primi anni sessanta Kraus procede ad una rigorosa selezione dei ruoli, evitando quelli ritenuti vocalmente inadatti (come Cavaradossi) o teatralmente poco congeniali (Pinkerton, Rodolfo), sino a limitare il proprio repertorio ad una ristretta rosa di personaggi (Alfredo, Il Duca di Mantova, Faust, Nadir ne I pescatori di perle, Edgardo in Lucia di Lammermoor, Elvino ne La sonnambula, Arturo ne I puritani e pochi altri). Limita inoltre le proprie apparizioni sulla scena (non più di 40-50 recite all'anno), dedicandosi così più attentamente al perfezionamento della sua tecnica canora e allo studio dei personaggi.
Lungi dal concedersi al repertorio e allo stile canoro verista e tardottocentesco di moda in quegli anni (che fece la fortuna di colleghi quali Del Monaco, Di Stefano e Corelli), Kraus si adopera per la riscoperta del belcanto, imponendo, grazie ad una fama in rapida ascesa, una nuova visibilità ad un genere all'epoca un po' marginale (anche a rischio di non incontrare i gusti del pubblico, abituato ad ascoltare una diversa tipologia di cantante e di repertorio). Tipica di Kraus è inoltre l'assidua frequentazione di teatri "minori" anche durante la fase matura della sua carriera, evitando generalmente i debutti in nuovi personaggi (peraltro assai rari) nei grandi templi della lirica, ai quali preferisce offrire interpretazioni saldamente collaudate.

### Il successo
Gli anni settanta segnano la definitiva affermazione di Kraus sulla scena musicale internazionale, non solo tra la critica, ma anche tra un pubblico ormai ben disposto verso il suo stile canoro. In questo periodo il tenore lavora con alcuni tra i più importanti direttori della scena internazionale (inclusi Karajan, Giulini e Solti), frequentando i più importanti teatri internazionali (pur prediligendo le scene italiane e spagnole). Contribuiscono a consacrare la sua fama una serie di nuove incisioni discografiche (dopo quelle sporadiche del decennio precedente) distribuite sul mercato a partire dalla seconda metà del decennio.
Abbandonati alcuni ruoli giovanili (i personaggi belliniani e rossiniani in particolare), il tenore sperimenta alcuni nuovi personaggi (interessandosi in particolare al repertorio ottocentesco francese), includendo nel suo repertorio tre ruoli destinati a diventare punti cardine nella sua carriera: Werther nell'opera omonima (debuttando al Teatro Comunale di Piacenza nel 1966), Tonio ne La figlia del reggimento (Chicago, 1974) e Hoffmann ne I racconti di Hoffmann (Dallas, 1975).
L'evoluzione vocale del cantante, orientata nei primi anni soprattutto all'elemento tecnico e fonoiatrico, lo porta ora ad un maggior interesse per la componente interpretativa, con un affinarsi del fraseggio e delle sfumature vocali, mentre l'aumento dei ruoli francofoni in repertorio lo porta a variare alcune modalità di emissione della voce.
Gli anni ottanta vedono il tenore continuare con il suo tradizionale repertorio, con sporadici nuovi ingressi (Romeo e Giulietta), dedicandosi soprattutto al perfezionamento dei suoi personaggi tradizionali (sono gli anni dei trionfi di Hoffmann, La Fille du Regiment e soprattutto Werther). Mentre le apparizioni in teatro si diradano (anche in virtù di un'età ormai avanzata), si fanno sempre più frequenti i recitals e i concerti (praticamente abbandonati sin dagli anni sessanta).

### Gli ultimi anni
Nel 1991 gli viene concesso il premio Principe delle Asturie. Nel nuovo decennio, malgrado l'avanzare dell'età, continua ad esibirsi nei consueti ruoli lirico leggeri, sfoggiando uno smagliante registro acuto che manterrà intatto sino a fine carriera. Nell'estate del 1992 viene chiamato a Firenze per sostituire Carreras, ammalatosi all'ultimo momento, nella registrazione della Traviata per l'etichetta Philips, che sarà la sua ultima registrazione di un'opera completa. Con il diradarsi degli impegni a teatro, Kraus si dedica con particolare interesse all'insegnamento (tra i suoi allievi, Lucia Aliberti, Giuseppe Filianoti ed il cantante pop Mario Frangoulis). La sua città natale gli ha intitolato l'Auditorio Alfredo Kraus, inaugurato il 5 dicembre 1997. Nello stesso anno, la morte della moglie lo porta ad un periodo di profonda crisi, spingendolo ad abbandonare temporaneamente le scene. Tuttavia vi ritorna nuovamente l'anno successivo, continuando nel frattempo l'attività di insegnante. Nella primavera del 1999, si esibisce a Madrid in un'ultima performance live in cui, malgrado gli oltre settant'anni, dimostra ancora un pieno controllo della voce (sfoggiando ancora intatti i suoi lunghi fiati e i celebri acuti). Una grave forma di cancro al pancreas lo costringe però al definitivo ritiro, portandolo alla morte il 10 settembre dello stesso anno. Oggi riposa nel cimitero di Las Palmas a Gran Canaria.

## Profilo artistico
(Paolo Isotta)
Kraus è stato considerato il migliore tenore lirico leggero della sua generazione ed un modello assoluto di tecnica canora, distinguendosi per la perfezione dell'emissione, la chiarezza di dizione ed il dominio delle note acute (sino al mi bemolle), oltre che per la non comune longevità vocale.
Nel corso degli anni sviluppò  una tecnica canora tra le più perfette dell'intero panorama musicale internazionale. Timbro chiaro e squillante, dalla sonorità cristallina, nobilitato da una grande eleganza nel fraseggio, attento e sfumato, con una cura quasi maniacale verso chiaroscuri, filature e mezzevoci e con un controllo della voce spesso al limite del virtuosismo.

### Tecnica vocale
Punto di contatto tra la tradizione spagnola (che trova uno dei suoi massimi esponenti in Fleta) e la scuola belcantistica italiana (Schipa), Kraus ha costruito la sua celebre e personale tecnica vocale sviluppando e perfezionando i principi esposti nell'Ottocento da Francesco Lamperti e seguiti anche da Mercedes Llopar, basati sull'assoluta padronanza della voce in maschera (mediante l'utilizzo rigoroso e perfettamente controllato delle casse di risonanza ossee del cranio, zigomi e seni nasali in particolare), sull'appoggio sulla membrana diaframmatica e sulla compressione del fiato tra il diaframma e la maschera. In Kraus l'applicazione di questi principi raggiunge il massimo livello di perfezionamento, grazie ad una estrema disciplina e ad un controllo totale delle cavità di risonanza e della respirazione, ottenendo così una minima sollecitazione delle corde vocali ed un limitato uso di aria, in grado di garantire fiati estremamente lunghi (sino a 20") e al contempo un controllo delle mezzevoci rimasto insuperato, ed un minimo sforzo della gola nell'emissione dei suoni (permettendo di raggiungere note quali re o mi bemolli senza alcuna tensione vocale). L'uso estremamente attento e accorto della voce in maschera ha anche portato il cantante ad un massimo utilizzo dello squillo (twang), in grado di aumentare l'udibilità effettiva dei suoni anche partendo da un volume limitato, con l'acquisizione di un caratteristico timbro argentino e penetrante . 
La tecnica canora di Kraus, adottata sin da giovane (sembra, in modo empirico, prima ancora dell'incontro con la Llopart), è rimasta sostanzialmente la stessa durante tutto l'arco della carriera del cantante, che vi ha introdotto successivi perfezionamenti e adattamenti. In particolare, nella seconda fase della sua esperienza canora, il frequente uso della lingua francese ha portato ad un immascheramento più pronunciato, sfruttando soprattutto i risuonatori della parte superiore del volto.  L'ultima parte della carriera di Kraus corrisponde a un sempre maggior controllo dell'emissione, con una minima sollecitazione delle corde vocali che ha permesso al tenore di cantare con una voce ancora integra, sino agli acuti più estremi, sino alla morte. Gli ultimi anni sono anzi stati caratterizzati (al contrario del normale progresso della voce) dal mantenimento del registro acuto pressoché integro.
Del tutto estranea a Kraus, per sua stessa ammissione, è invece la tecnica del falsettone, che non ha mai saputo, né voluto, padroneggiare (a detta del cantante in virtù dell'innaturale e insalubre uso delle corde vocali che essa prevede), preferendo al contrario perfezionare l'utilizzo della piena voce anche negli acuti più estremi. Allo stesso modo, assai raro, e mai approfondito, è l'utilizzo della voce di petto pura, del resto raramente compatibile con il suo registro vocale abituale.

## Repertorio
| Ruolo                 | Titolo                   | Autore    |
| --------------------- | ------------------------ | --------- |
| Luiz                  | Pepita Jiménez           | Albéniz   |
| Jorge                 | Marina                   | Arrieta   |
| Masaniello            | La muette de Portici     | Auber     |
| Elvino                | La sonnambula            | Bellini   |
| Arturo Talbo          | I puritani               | Bellini   |
| Nadir                 | Les pêcheurs de perles   | Bizet     |
| Henry Smith           | La jolie fille de Perth  | Bizet     |
| Faust                 | Mefistofele              | Boito     |
| Julian                | La Verbena de la Paloma  | Bretón    |
| Nadir                 | Alì Babà                 | Cherubini |
| Paco                  | La vida breve            | de Falla  |
| Gerald                | Lakmé                    | Delibes   |
| Nemorino              | L'elisir d'amore         | Donizetti |
| Gennaro               | Lucrezia Borgia          | Donizetti |
| Edgardo Ravenswood    | Lucia di Lammermoor      | Donizetti |
| Tonio                 | La fille du régiment     | Donizetti |
| Fernand               | La Favorite              | Donizetti |
| Carlo di Sirval       | Linda di Chamounix       | Donizetti |
| Ernesto               | Don Pasquale             | Donizetti |
| Faust                 | Faust                    | Gounod    |
| Roméo                 | Roméo et Juliette        | Gounod    |
| Des Grieux            | Manon                    | Massenet  |
| Werther               | Werther                  | Massenet  |
| Don Ottavio           | Don Giovanni             | Mozart    |
| Ferrando              | Così fan tutte           | Mozart    |
| Hoffmann              | Les Contes d'Hoffmann    | Offenbach |
| Chevalier de La Force | Dialogues des carmélites | Poulenc   |
| Rodolfo               | La bohème                | Puccini   |
| Cavaradossi           | Tosca                    | Puccini   |
| Gonzalve              | L'Heure espagnole        | Ravel     |
| Conte d'Almaviva      | Il barbiere di Siviglia  | Rossini   |
| Duca di Mantova       | Rigoletto                | Verdi     |
| Alfredo Germont       | La traviata              | Verdi     |
| Fenton                | Falstaff                 | Verdi     |
| Roberto               | Bohemios                 | Vives     |
| Fernando              | Doña Francisquita        | Vives     |

## Cronologia
Nel gennaio 1960 è Nadir nella ripresa nel Teatro Regio di Parma de "I pescatori di perle" con Alfredo Mariotti, in settembre canta Faust con Clara Petrella e La traviata con Gabriella Tucci a Bilbao ed in ottobre il duca di Mantova nella ripresa nel Teatro Gaetano Donizetti di Bergamo di "Rigoletto" con la Scotto, Fiorenza Cossotto ed Ivo Vinco, mentre l'anno successivo canta per la prima volta nel Teatro alla Scala di Milano, incarnando il personaggio di Elvino nella prima rappresentazione de La sonnambula con Vinco e la Scotto ed è Alfredo Germont ne La traviata diretto da Vincenzo Bellezza a Trieste.
Nel 1961 è Mike nella première nel Teatro dell'Opera di Roma di "Uno sguardo dal ponte" di Renzo Rossellini,torna a Venezia come Elvino ne La Sonnambula con Vinco e la Sutherland e Fenton in Falstaff (Verdi) con Tito Gobbi, Renato Capecchi e Fedora Barbieri, alla Scala come Elvino nella prima di La Sonnambula con Wladimiro Ganzarolli, Rolando Panerai, Vinco, la Tucci, la Scotto e la Barbieri e la Cossotto ed è il duca di Mantova nelle prime rappresentazioni di "Rigoletto" con Piero Cappuccilli nel Teatro Colón di La Coruña e nel Patio de la Montería de los Reales Alcázares di Siviglia e nella ripresa nel Teatro Comunale di Firenze.
Nel 1962 è Alfredo nella ripresa nel Teatro Comunale di Firenze di "La traviata" con Anna Moffo, alla Scala e come Elvino nella prima di La Sonnambula con Vinco e la Sutherland, Il Duca di Mantova in Rigoletto a Trieste ed a Venezia con Cornell MacNeil e la Scotto e debutta all'Opera di Chicago come Nemorino ne L'elisir d'amore con Fernando Corena. 
Nel 1963 alla Scala è Nadir nella prima di Alì Babà di Luigi Cherubini, al Grand Théâtre di Ginevra è Il Duca di Mantova in Rigoletto con Sesto Bruscantini ed Alfredo Germont ne La traviata con la Scotto ed a Chicago Il Conte Almaviva ne Il barbiere di Siviglia con Teresa Berganza e Boris Christov ed Ernesto in Don Pasquale che canta anche a Edimburgo nella trasferta del Teatro di San Carlo di Napoli con Corena e Capecchi diretto da Alberto Erede.
Nel 1964 è Don Luis nella prima rappresentazione nel Teatro de la Zarzuela di Madrid di "Pepita Jiménez" di Isaac Albéniz, alla Scala è Il Conte d'Almaviva ne Il barbiere di Siviglia con la Cossotto e Nicolaj Ghiaurov diretto da Gabriele Santini e Nemorino ne L'elisir d'amore con Mirella Freni e Panerai, a Venezia Il Conte d'Almaviva ne Il barbiere di Siviglia con Angelo Nosotti, a Bilbao con Enzo Dara canta ne I pescatori di perle e Manon ed a Chicago Fernando ne La favorita e Don Ottavio in Don Giovanni.
Nel 1965 alla Scala è Ernesto nella prima di Don Pasquale e Fernando ne La favorita che canta anche nella ripresa nel Teatro Comunale di Firenze ed a Chicago Faust in Mefistofele (opera) con Ghiaurov e Renata Tebaldi, canta in Carmina Burana (Orff), Gonzalve in L'Heure espagnole ed è il Duca di Mantova in Rigoletto con la Scotto. 
Nel 1966 debutta al Metropolitan Opera House di New York come il Duca di Mantova in Rigoletto con MacNeil e Roberta Peters, poi come Don Ottavio in Don Giovanni con Cesare Siepi, debutta al San Francisco Opera come Lord Arturo Talbot ne I puritani con la Sutherland, poi come il Duca di Mantova in Rigoletto con Reri Grist ed a Chicago Nadir in Les pêcheurs de perles ed Alfredo Germont ne La traviata.
Nel 1967 è Fernand nella ripresa nel Nuevo Teatro Colón di Buenos Aires di "La favorite", al Metropolitan è Edgardo in Lucia di Lammermoor, a Bilbao canta ne I puritani ed a San Francisco Méphistophélès in Faust e Nemorino ne L'elisir d'amore.
Nel 1968 è Edgardo nella ripresa nel Teatro Comunale di Firenze di "Lucia di Lammermoor" con la Moffo, debutta al Wiener Staatsoper con il Duca di Mantova in Rigoletto, poi Alfredo Germont ne La traviata, Don Ottavio in Don Giovanni con Gundula Janowitz, Lisa Della Casa e Graziella Sciutti e Faust, a Salisburgo Don Ottavio in Don Giovanni con i Wiener Philharmoniker diretto da Herbert von Karajan ed al Met Nemorino ne L'elisir d'amore diretto da Fausto Cleva.
Nel 1969 a Chicago Lord Arturo Talbot ne I puritani.
Nel 1970 alla Scala è Il cavaliere Des Grieux in Manon (Massenet) ed Il duca di Mantova nel Rigoletto ed al Met Ernesto in Don Pasquale ed Alfredo ne La traviata con Anna Moffo.
Nel 1971 a Chicago è Werther (opera) con Tatiana Troyanos ed al Met Faust.
Nel 1972 alla Scala è Carlo nella prima di Linda di Chamounix con Carlo Cava e Renato Bruson. 
Nel 1973 a Chicago è Chevalier des Grieux in Manon (Massenet) e Tonio ne La figlia del reggimento con la Sutherland ed a Trieste Il cavaliere Des Grieux in Manon con Maria Chiara.
Al Royal Opera House, Covent Garden di Londra nel 1974 è il duca di Mantova in Rigoletto.
Nel 1975 a Londra è Alfredo Germont ne La traviata con la Sutherland ed a Venezia Tonio ne La figlia del reggimento.
Nel 1976 è Werther nella prima diretto da Georges Prêtre alla Scala ed a Bilbao con Juan Pons dove canta anche ne La favorita con Bonaldo Giaiotti.
Nel 1977 alla Scala tiene un recital ed è Faust che canta anche a Londra nella prima ed a Trieste Werther e Duca di Mantova ne Rigoletto con Alida Ferrarini (Gilda).
Nel 1978 a Trieste è Nadir in Les pêcheurs de perles ed a Vienna Edgardo in Lucia di Lammermoor.
Nel 1979 è Werher al Met con Régine Crespin e Kathleen Battle ed a Londra.
Nel 1980 tiene un recital a Chicago ed alla Scala ed è Gennaro in Lucrezia Borgia con la Sutherland a Londra.
Nel 1981 a Chicago è Romeo in Romeo e Giulietta e a Bilbao canta il Lucrezia Borgia ed al Teatro dell'Opera di Roma è Le chevalier des Grieux in Manon con Rajna Kabaivanska diretto da Daniel Oren.
Nel 1982 è Hoffmann ne I racconti di Hoffmann a Chicago.
Nel 1983 è il duca di Mantova nella ripresa nella Salle Garnier del Théâtre du Casino di Monte Carlo di "Rigoletto" con Barbara Hendricks, al Met è Tonio ne La Fille du régiment con la Sutherland ed a Bilbao canta in Romeo e Giulietta (Gounod). 
Nel 1984 è Tonio nella ripresa nel Teatro Ducale di Parma di "La fille du régiment" con June Anderson, Nemorino nella ripresa nel Teatro Comunale di Firenze di "L'elisir d'amore" con Giuseppe Taddei, alla Scala è Edgardo nella prima di Lucia di Lammermoor con Leo Nucci e Luciana Serra ed a Bilbao Werther e La Fille du régiment.
Nel 1985 al Met è Hoffmann in Les contes d'Hoffmann con Catherine Malfitano diretto da Julius Rudel, a San Francisco Werther ed a Bilbao Lucia di Lammermoor.
Nel 1986 è Tonio nella ripresa all'Opéra national de Paris di "La fille du régiment" ed al Met è Romeo in Romeo e Giulietta (Gounod) con Cecilia Gasdia.
Nel 1987 è il duca di Mantova nella ripresa nel Teatro Regio di Parma di "Rigoletto", a San Francisco è Romeo in Romeo e Giulietta (Gounod), a Vienna Werther con Frederica von Stade, al Met Des Grieux in Manon con Carol Vaness ed a Bilbao canta in Les contes d'Hoffmann.
Nel 1990 tiene un recital a Salisburgo, è Nemorino ne L'elisir d'amore con Alida Ferrarini a Vienna (il suo ultimo ruolo viennese nel 1994) ed Edgardo di Ravenswood in Lucia di Lammermoor a Chicago.
Nel 1991 al Met canta nel Gala Performance con la Freni e Ghiaurov per il venticinquesimo anniversario al Metropolitan dei tre ed a Londra Hoffmann in Les contes d'Hoffmann con Sumi Jo.
Nel marzo 1992 tiene un recital a Venezia ed in aprile Nemorino ne L'elisir d'amore a Londra.
Nell'estate del 1992 viene chiamato a Firenze per sostituire Carreras, ammalatosi all'ultimo momento, nella registrazione della Traviata per l'etichetta Philips, che sarà la sua ultima registrazione di un'opera completa.
Nel 1993 tiene un recital alla Scala.
Nel 1996 tiene un concerto al PalaFenice al Tronchetto per La Fenice ed a Bilbao e fa la sua ultima apparizione al Met nel James Levine Gala raggiungendo le 134 rappresentazioni per il Metropolitan.

## Discografia
La vasta discografia comprende opere liriche (in prevalenza con la EMI), recital e zarzuelas, di cui ha inciso 13 titoli.

### Opere
| Anno | Titolo Ruolo                           | Cast                                                | Direttore             | Etichetta       |
| ---- | -------------------------------------- | --------------------------------------------------- | --------------------- | --------------- |
| 1960 | Rigoletto Duca di Mantova              | Ettore Bastianini, Renata Scotto, Ivo Vinco         | Gianandrea Gavazzeni  | Dischi Ricordi  |
| 1962 | Così fan tutte Ferrando                | Elisabeth Schwarzkopf, Christa Ludwig, Walter Berry | Karl Böhm             | EMI             |
| 1963 | Falstaff Fenton                        | Geraint Evans, Ilva Ligabue, Mirella Freni          | Georg Solti           | Decca Records   |
|      | Rigoletto Duca di Mantova              | Robert Merrill, Anna Moffo, Ezio Flagello           | Georg Solti           | RCA             |
| 1966 | Lucrezia Borgia Gennaro                | Montserrat Caballé, Shirley Verrett, Ezio Flagello  | Jonel Perlea          | RCA             |
| 1970 | Les pêcheurs de perles Nadir           | Adriana Maliponte, Sesto Bruscantini                | Carlo Felice Cillario | Carillon        |
| 1978 | Don Pasquale Ernesto                   | Donald Gramm, Beverly Sills, Alan Titus             | Sarah Caldwell        | EMI             |
|      | Rigoletto Duca di Mantova              | Sherrill Milnes, Beverly Sills, Samuel Ramey        | Julius Rudel          | EMI             |
| 1979 | La bohème Rodolfo                      | Renata Scotto, Sherrill Milnes, Matteo Manuguerra   | James Levine          | EMI             |
|      | I puritani Arturto                     | Montserrat Caballé, Matteo Manuguerra               | Riccardo Muti         | EMI             |
|      | Werther                                | Tatiana Troyanos, Matteo Manuguerra                 | Michel Plasson        | EMI             |
| 1980 | La traviata Alfredo Germont            | Renata Scotto, Renato Bruson                        | Riccardo Muti         | EMI             |
| 1983 | Lucia di Lammermoor Edgardo Ravenswood | Edita Gruberová, Renato Bruson, Robert Lloyd        | Nicola Rescigno       | EMI             |
|      | Romeo e Giulietta Roméo                | Catherine Malfitano, José van Dam                   | Michel Plasson        | EMI             |
| 1985 | La jolie fille de Perth Henry Smith    | June Anderson, José van Dam                         | Georges Prêtre        | EMI             |
| 1986 | La muta di Portici Masaniello          | June Anderson, John Aler                            | Thomas Fulton         | EMI             |
| 1992 | La traviata Alfredo Germont            | Kiri te Kanawa, Dmitrij Chvorostovskij              | Zubin Mehta           | Philips Records |

## Videografia
| Anno | Titolo Ruolo                           | Cast                                                   | Direttore             | Etichetta      |
| ---- | -------------------------------------- | ------------------------------------------------------ | --------------------- | -------------- |
| 1971 | La favorita Fernando                   | Fiorenza Cossotto, Sesto Bruscantini, Ruggero Raimondi | Oliviero De Fabritiis | VAI            |
| 1980 | Lucrezia Borgia Gennaro                | Joan Sutherland, Stafford Dean, Anne Howells           | Richard Bonynge       | Pioneer        |
| 1982 | Lucia di Lammermoor Edgardo Ravenswood | Joan Sutherland, Pablo Elvira, Paul Plishka            | Richard Bonynge       | Pioneer        |
| 1986 | Lucia di Lammermoor Edgardo Ravenswood | Luciana Serra, Giorgio Zancanaro                       | Angelo Campori        | Hardy Classics |
| 1987 | Rigoletto Duca di Mantova              | Luciana Serra, Leo Nucci, Michele Pertusi              | Angelo Campori        | Hardy Classics |